# Баздуль-Хубіяр Нура
Нура Баздуль-Хубіяр (босн. Nura Bazdulj-Hubijar, народилася 20 серпня 1951 в Фочі) — боснійська письменниця, поетеса, драматург.

## Біографія
Уродженка Фочі, вчилася в школі і медичному коледжі Сараєво, переїхала жити в Травник. За освітою — мікробіолог. Відома як автор безлічі оповідань, повістей і романів, а також збірок віршів і драматичних творів. Публікується в дитячих журналах.

## Премії і нагороди
- Золотий перстень з діамантом на церемонії «Жінка року '97» в області мистецтва
- Премія за найкращий роман на анонімному конкурсі фонду Сороса в Боснії і Герцеговині (Baš mi je žao, 1998)
- Премія за кращу радіовиставу драми на анонімному конкурсі Радіо Боснії і Герцеговини (Sablja i pero, 1999)
- Премія газети «Večernji list» за кращий роман (Kad je bio juli, 2005)